# رافائل کولمن
رافائل کولمن (به انگلیسی: Raphaël Coleman) (زاده ۳۰ سپتامبر ۱۹۹۴ – درگذشته ۶ فوریهٔ ۲۰۲۰) بازیگر اهل انگلستان بود.

## فوت
کلمن در ۶ فوریه ۲۰۲۰ در سن ۲۵ سالگی، پس از سقوط از نارسایی قلبی هنگام دویدن درگذشت.

## فیلم‌شناسی
- ننی مک‌فی (۲۰۰۵)
- نوع چهارم (۲۰۰۹)